# Inicjatywa RP
Inicjatywa Rzeczpospolitej Polskiej (Inicjatywa RP, IRP) – polska centrolewicowa partia polityczna, założona 28 maja 2004 w Łodzi przez byłych działaczy Samoobrony RP, głównie z województw łódzkiego i mazowieckiego. Istniała do 2010.
Przewodniczącym partii był Zbigniew Łuczak, były szef łódzkiej Samoobrony.
W Sejmie RP IV kadencji partia miała 2 posłów, Waldemara Borczyka i Zbigniewa Dziewulskiego. Do wyborów parlamentarnych w 2005 zarejestrowała listy w 17 okręgach wyborczych, co umożliwiło jej utworzenie samodzielnego komitetu wyborczego, który uzyskał 11 914 głosów (0,10% w skali kraju). Po porażce Zbigniewa Dziewulskiego w wyborach do Senatu partia straciła znaczenie polityczne i uległa marginalizacji. 11 października 2010 została wyrejestrowana z ewidencji.